# Izoflurán
Az izoflurán érzéstelenítő szer, (anesztetikum) az inhalációs úton alkalmazott halogénezett metil-etiléterek családjának egy tagja; dózisfüggő, reverzibilis eszméletvesztést és a fájdalomérzés elvesztését okozza, elnyomja az akaratlagos motoros aktivitást, módosítja az autonóm reflexeket és deprimálja a légző- és keringési rendszert.
Izofluránnal végzett altatáskor a bevezetés és az ébredés egyaránt gyors. Az altatás kezdetekor enyhén szúrós szaga az adagolás mértékét korlátozhatja.

## Hatása
Túlzott salivaciót (nyálzást) vagy tracheobronchialis szekréciót (váladékozás) nem okoz. A izoflurán alkalmazása a nyál és a bronchialis szekréciót csak mérsékelten stimulálja A pharyngealis és a laryngealis reflexet gyorsan csökkenti, és ez lehetővé teszi az endotrachealis intubációt. Az anesztézia mélysége gyorsan változik. 
A légzés dózisfüggő mértékben deprimált. A tidal volumen (respirációs - vagy légzési - térfogat) csökken, a légzésszám állandó marad vagy mérsékelten emelkedik. Az artériás vérnyomás kis mértékben csökken az indukciós periódus alatt, de gyakran közel normális értékre tér vissza a sebészi stimulusra. Az anesztézia mélységének fokozása az artériás vérnyomás párhuzamos csökkenésével jár. A szívfrekvencia stabil marad, vagy mérsékelten emelkedik, és bradycardia (kritikusan alacsony pulzus) általában nem fordul elő. Az izoflurán dózisfüggő izomrelaxációt (izmok elernyedése) okoz. Ha kifejezett relaxáció szükséges, inkább izomrelaxánsok kis dózisának alkalmazása javasolt, mint az izoflurán anesztézia mélyítése. Az anesztézia mélyülésével a spontán légzés csökken, ezért azt szigorúan monitorozni kell.
A vérnyomás az anesztézia mélységével arányosan csökken, a szívritmus azonban stabil marad. Kontrollált lélegeztetés és normál PaCO2 (artériás vérgáz érték) esetén a verőtérfogat a pulzusszám emelkedése miatt nem változik az anesztézia mélyítésekor sem. Spontán légzés mellett fellépő hypercapnia (normálérték feletti szén-dioxid szint) a pulzusszámot, valamint a perctérfogatot az ébrenléti szint fölé emelheti.
Felületes izoflurán-anesztézia alatt az agyi keringés változatlan, a narkózis (eszméletlenség) mélyülésekor azonban fokozódik. A cerebrospinalis folyadéknyomás emelkedése megelőzhető vagy visszafordítható az altatás előtt és alatt alkalmazott hyperventillatioval (szapora légzés). EEG változások és konvulziók (görcs) rendkívül ritkán jelentkeznek.
A izoflurán a szívizmot kevésbé szenzitizálja adrenalin iránt, mint az enflurán. Izofluránnal altatott betegnél az adrenalin sc. nem okoz kamrai aritmiát.
Intraabdominalis (hastáji) műtéteknél az izomrelaxáció megfelelő lehet normál szintű izoflurán anesztézia mellett, azonban ha jelentősebb relaxációra van szükség, kis adag iv. izomrelaxáns adása javasolt.
Az izoflurán minden használatos izomrelaxáns hatását potenciálja, különösen a nem depolarizálókét. A neosztigmin felfüggeszti a nem depolarizáló izomrelaxánsok hatását, de hatástalan az izoflurán okozta relaxációra. Az izoflurán együtt adható a használatban levő izomrelaxánsokkal.
Az izoflurán alkalmazható mind az általános anesztézia bevezetésére, mind fenntartására, de kellő adatok hiányában terhességben és a szülészetben nem adható. Az izoflurán azonban alkalmazható császármetszésben. Viszonylag kismértékben metabolizálódik az emberi szervezetben.
A posztoperatív periódusban csak csekély mennyisége mutatható ki a vizeletben metabolit formájában.
A csúcsértékek kb. 4 órával az anesztézia után jelennek meg és 24 órán belül az értékek normalizálódnak.
Izoflurán alkalmazása során vesekárosodást nem észleltek.

## Fordítás
- Ez a szócikk részben vagy egészben  az   Isoflurane című angol Wikipédia-szócikk fordításán alapul.  Az eredeti cikk szerkesztőit annak laptörténete sorolja fel. Ez a jelzés csupán a megfogalmazás eredetét és a szerzői jogokat jelzi, nem szolgál a cikkben szereplő információk forrásmegjelöléseként.